# Лос Виљареал (Густаво Дијаз Ордаз)
Лос Виљареал (шп. Los Villarreal) насеље је у Мексику у савезној држави Тамаулипас у општини Густаво Дијаз Ордаз. Насеље се налази на надморској висини од 47 м.

## Становништво
Према подацима из 2010. године у насељу су живела 3 становника.

### Хронологија
| Година       | 2000       | 2005       | 2010 |
| ------------ | ---------- | ---------- | ---- |
| Становништво | 11 (5 / 6) | 12 (5 / 7) | 3    |

### Попис
| # | Индикатор                     | Вредност |
| - | ----------------------------- | -------- |
| 1 | Укупно домаћинстава           | 7        |
| 2 | Укупно насељених домаћинстава | 2        |
| 3 | Величина локације             | 1        |